# Cortana
Cortana（コルタナ）は、かつてマイクロソフトによって開発されたAIアシスタントで、Windows 10（Pro EducationとEnterprise LTSBは除く）、Windows 10 Mobile、Windows Phone 8.1（後継はBing Mobile）、Microsoft Band、Xbox One、iOSおよびAndroid用が存在する。CortanaはサンフランシスコのMicrosoft BUILD Developer Conference（2015年4月2日から4日まで）で最初のデモンストレーションが行われた。
Cortanaは2016年6月現在、英語、フランス語、ドイツ語、イタリア語、中国語、および日本語版で利用可能であり、また使用する地域やソフトウェアプラットフォームにより異なる。Cortanaの競合技術にはAppleのSiri、グーグルのGoogle アシスタントなどが存在する。
「Cortana」の名称は、マイクロソフトのファーストパーソン・シューティングゲーム(FPS)のシリーズ「HALO」に登場する女性型人工知能(AI)の名前から付けられている。
Cortanaは2023年にすべてのデバイスで廃止となり後継としてMicrosoft Copilotに置き換えられた。

## 開発の歴史
Cortanaの開発は2009年にMicrosoft Speech製品チームのゼネラルマネージャーであるジグ・セラフィン (Zig Serafin) と主任研究員であるレイリー・ヘック (Larry Heck) によって始められた。ヘックとセラフィンはマイクロソフトのデジタルパーソナルアシスタント技術のための構想、目標および長期計画を立てて、Cortanaの初期プロトタイプを作るために専門知識を持つチームを立ち上げた。Cortanaデジタルアシスタントの開発のため、チームは本物のパーソナルアシスタント（秘書）にインタビューを行った。これらのインタビューはノート (notebook) 機能に含まれるようなCortanaの数多くのユニークな機能に影響を与えている。オリジナルの Cortana はコードネームでしかなかったが、Windows PhoneのUserVoiceサイト上での嘆願によってコードネームが公式のものとして知られるようになった。

## 機能
Cortanaはリマインダーをセットしたり、キーボード入力を行うことなく生の声を認識したり、Bing検索エンジンからの情報を使って質問（現在の天気や道路状況、スポーツのスコア、経歴など）に答えたりできる。
検索機能はBing検索エンジンのみで、全てのリンクはMicrosoft Edgeで開かれる。Windows 10リリース当初は既定のWebブラウザー（Microsoft Edge以外でも可）に検索語句が渡され、そのWebブラウザーの既定の検索エンジンで検索されていたが、「Windows 10での検索体験を保護するため」として、2016年4月からBing検索エンジンとMicrosoft Edgeの組み合わせに固定された。
Windows 8.1のユニバーサルBingスマート検索機能はCortanaに統合され、ユーザーが検索ボタンを押したときに有効になる旧来のBing検索アプリはCortanaに置き換えられた。Cortanaは音楽認識サービスを含む。また、サイコロを転がしたり、コイントスをシミュレートすることもできる。CortanaのConcert WatchはBing検索からユーザーがどのバンドまたはミュージシャンに興味があるかを調べる。

## プライバシー考慮
Cortanaはユーザー情報をインデックス化して保持している。これは無効にできる（Windowsサーチはローカルのコンピューターやウェブを検索するようになるが、これをオフにすることもできる）。Cortanaをオフに設定するだけではマイクロソフトのサーバーに保持されているデータは削除されないが、ユーザーの指示で削除することができる。Windows 10においてCortanaを無効にしていてもなお、スタートメニューを通した検索によってCortanaの情報を含むthreshold.appcacheというファイルがBingのウェブサイトに送信されることについて、マイクロソフトは批判を受けている。

## 地域と言語

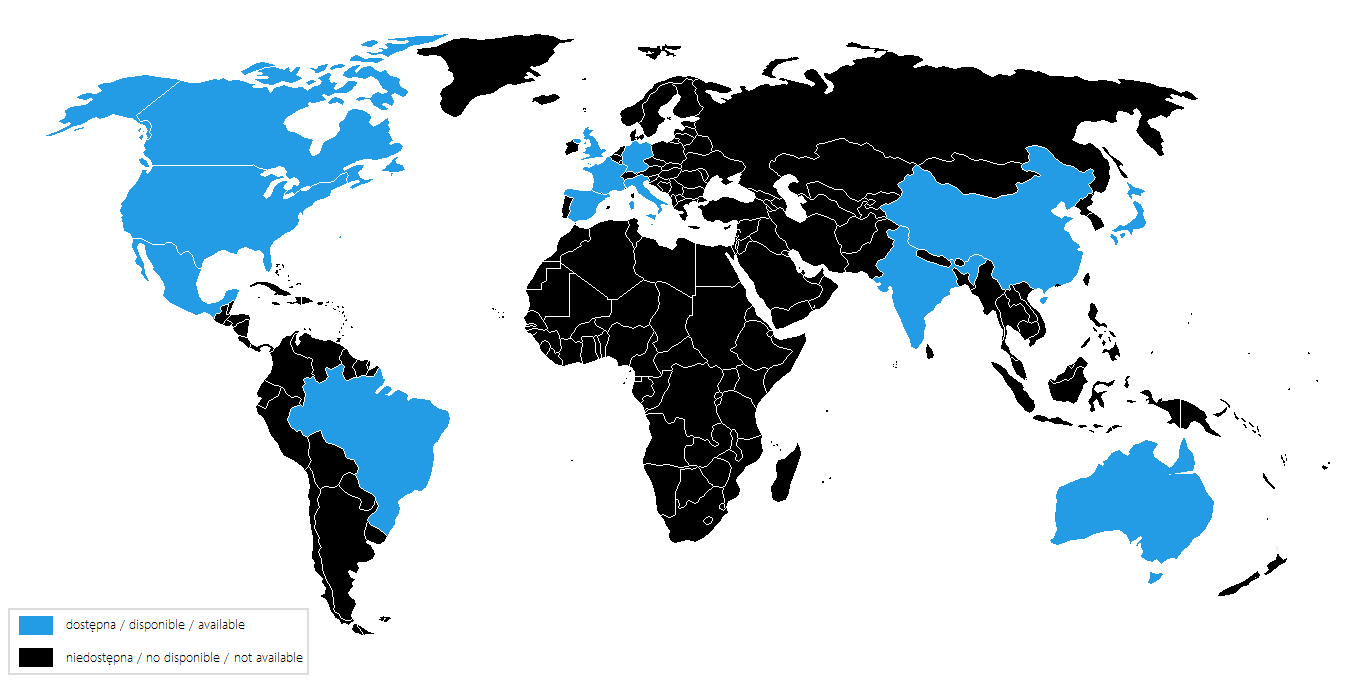
Cortanaを利用可能な地域（青：対応済み、黒：非対応）

Cortanaは地域特化であり、発音をユーザーが居住する国の日常言語、文化、会話パターンに合わせるようになっている。例えば、イギリス版のCortanaはイギリス英語のアクセントと単語で話す。シャオ・ナ（小娜）として知られる中国語版では官話で話し、アイコンは顔と2つの目で表現されている（他の地域では使われていない）。また、Cortanaはユーザーの要求に合わせるためにローカライズされ、地元のスポーツチーム、ビジネス、テレビシリーズや証券取引所などの対象地域に関連する情報を表示する。
次の対応表は2016年10月時点の情報である。
| 言語         | 地域             | 方言                     | 対応状況 | プラットフォーム      |
| ------------ | ---------------- | ------------------------ | -------- | --------------------- |
| 英語         | アメリカ合衆国   | アメリカ英語             | 利用可能 | Windows、Android、iOS |
| 英語         | イギリス         | イギリス英語             | 利用可能 | Windows               |
| 英語         | カナダ           | カナダ英語               | 利用可能 | Windows               |
| 英語         | オーストラリア   | オーストラリア英語       | 利用可能 | Windows               |
| 英語         | インド           | インド英語               | 利用可能 | Windows               |
| ドイツ語     | ドイツ           | 標準ドイツ語             | 利用可能 | Windows               |
| イタリア語   | イタリア         | 標準イタリア語           | 利用可能 | Windows               |
| スペイン語   | スペイン         | カスティーリャスペイン語 | 利用可能 | Windows               |
| スペイン語   | メキシコ         | メキシコスペイン語       | 利用可能 | Windows               |
| フランス語   | フランス         | フランス語、フランス方言 | 利用可能 | Windows               |
| フランス語   | カナダ           | フランス語、カナダ方言   | 利用可能 | Windows               |
| 繁体字中国語 | 中華民国（台湾） | 国語                     | 利用不可 |                       |
| 繁体字中国語 | 香港             | 粵語                     | 利用不可 |                       |
| 繁体字中国語 | マカオ           | 粵語                     | 利用不可 |                       |
| 簡体字中国語 | 中華人民共和国   | 官話                     | 利用可能 | Windows、Android、iOS |
| ポルトガル語 | ブラジル         | ブラジルポルトガル語     | 利用可能 | Windows               |
| 日本語       | 日本             | 日本語、標準語           | 利用可能 | Windows, iOS          |

## 技術
Cortanaの自然言語処理能力はTellme Networks（2007年にマイクロソフトが買収）より提供され、Satoriと名付けられたセマンティック検索データベースと結びつけられる。Cortanaの処理能力はマイクロソフトの大規模なクラウドコンピューティング資源によって供給され、Microsoft Azureの技術が使われている。